# Anastasios Christofileas
Anastasios Christofileas (en griego Αναστάσιος Χριστοφιλέας, Atenas, 21 de diciembre de 1988) es un futbolista griego. Juega de defensa en el Lamia FC de la Beta Ethniki (Segunda División del fútbol griego).

## Clubes
| Club                  | País   | Año           |
| --------------------- | ------ | ------------- |
| Aittitos Spaton       | Grecia | 2008 - 2009   |
| Keravnos Keratea F.C. | Grecia | 2009-2010     |
| Diagoras Rhodos       | Grecia | 2010 - 2011   |
| Vyzas Megara          | Grecia | 2011 - 2012   |
| Gs Kallithea          | Grecia | 2012-2014     |
| Ps Kalamata           | Grecia | 2014-2015     |
| Acharnaikos FC        | Grecia | 2015-2016     |
| Lamia FC              | Grecia | 2017-presente |